# Hymenomima seriata
Hymenomima seriata là một loài bướm đêm trong họ Geometridae.